# Joseph Tkach Jr
Joseph Tkach, Jr. (pronunciado "tuh-Cotch") es tercer presidente y pastor general de la denominación protestante  Iglesia de Dios Universal, con sede en Glendora, California fundada por Herbert W. Armstrong. Desde que asumió sus funciones en 1995, Tkach ha supervisado un periodo de cambio radical en la denominación, que comenzó durante el gobierno de su padre, Joseph W. Tkach. 
Una vez que una estricta organización sabadista del séptimo día que negaba la Trinidad, el respeto necesario de la ley del Antiguo Testamento y se adhirió a la anglo-israelismo, la iglesia ha abandonado esas y otras enseñanzas a favor de una doctrina de la salvación por gracia mediante la fe. 

## Historia
Joseph Tkach, Jr. nació el 23 de diciembre de 1951, en Chicago, Illinois. Pasó la mayor parte de su infancia en Chicago hasta que sus padres se mudaron a Pasadena, California, en 1966. Estudió en la universidad privada de la denominación, el colegio Embajador, entre 1969 a 1973, cuando recibió una licenciatura en teología. Fue ordenado ministro de la denominación protestante en 1976. 
De 1976 a 1984 fue principalmente involucrado en el trabajo social, inicialmente con una agencia privada que trabaja en programas de rehabilitación para delincuentes juveniles y más tarde para el estado de Arizona al servicio de la discapacidad del desarrollo.
Tkach casó con Jill Hockwald en 1973. Ese matrimonio terminó en divorcio en 1978. Tkach se casó con su segunda esposa, Tammy, en 1980. Tienen un hijo, Joseph Tkach III, y una hija, Stephanie.
Obtuvo una maestría en administración de empresas por la Universidad de Western International en Phoenix, Arizona, en 1984. Desde 1984 hasta 1986 trabajó para Intel Corporation en Phoenix, Arizona, donde supervisó el departamento de formación de los servicios corporativos.
El fundador de la denominación Herbert W. Armstrong, quien murió en 1986, había designado a su padre Tkach para ser el pastor general de éxito de la iglesia. Joseph Tkach Jr. fue contratado para ayudar a su padre en el departamento de administración de la iglesia de la WCG, llegando a ser director. En 1990, fue ordenado como uno de los evangelistas de la Iglesia de Dios Universal (históricamente, uno de los ministros de más alto rango en el marco del Pastor General), uno de los últimos de los cuales para ser tan ordenado. Cuando el Tkach anciano se enfermó en 1995, él también se nombró a su hijo para que le sucediera en el caso de su muerte, que se produjo ese mes de septiembre. 
Tkach recibió un doctorado en ministerio de la Universidad Azusa Pacific en Azusa, California, en mayo de 2000. Es miembro de la junta directiva de La Pura Verdad Ministries (editores de la revista The Plain Truth), y la Asociación Nacional de Evangélicos .

## A raíz de las iniciativas de su padre
Como pastor general y con el apoyo de varios líderes clave de la iglesia, Joseph Tkach Jr. continuó la transformación doctrinal de la Iglesia de Dios Universal, que había comenzado con su padre. En el proceso, se encontró con una mezcla de la aceptación y la resistencia por parte de los miembros dentro de la iglesia. Aceptación externo provino de otros ministerios, pero también hubo escépticos que no estaban convencidos de que la iglesia había ido demasiado lejos con sus cambios.
Con la ayuda de varias personas influyentes dentro de las iglesias cristianas principales, la WCG fue capaz de forjar relaciones positivas con otras organizaciones y personas cristianas. Estas personas incluyen Hank Hanegraaf, presidente del Instituto de Investigación Cristiana y líder del movimiento countercult cristiana, y Ruth Tucker, quien escribió un artículo sobre los cambios en la WCG que aparecieron en el 15 de julio, edición 1996 de la revista Christianity Today .
La WCG se convirtió en miembro de la Asociación Nacional de Evangélicos en 1997. Ese mismo año, Tkach publicó un libro describiendo el proceso de transformación en la WCG. Transformados por la Verdad es ahora fuera de impresión, pero está disponible para leer en línea en el sitio Web de WCG. 
Mientras Tkach sigue siendo un miembro de la junta de Plain Truth Ministries, ahora es un ministerio independiente encabezado por Greg Albrecht. La revista, un brazo de una vez formidable imperio mediático de la Iglesia de Dios Universal, se ha modificado radicalmente. Cuando Armstrong impreso millones de ejemplares mensuales y distribuye la publicación gratuita, La Pura Verdad es ahora una revista por suscripción con una tirada modesta.
Tkach también produce comentarios regulares vídeo, titulado "Hablando de la vida", que están disponibles en el sitio Web de WCG.
- Datos: Q17635493